# Сталінградське військово-авіаційне училище льотчиків
Сталінгра́дське військо́во-авіаці́йне учи́лище льо́тчиків — навчальний заклад для підготовки льотного складу ВПС СРСР.

## Історія
6 лютого 1929 року наказом РВР СРСР була створена 7-а військова авіаційна школа льотчиків з місцем розташування в Сталінграді.
1 липня 1930 року школі було присвоєне найменування: 7-а Сталінградська військово-авіаційна школа ім. Сталінградського Червонопрапорного пролетаріату.
1 вересня 1938 року школі було присвоєне найменування: Сталінградське військово-авіаційне училище льотчиків ім. Сталінградського Червонопрапорного пролетаріату.
1941 року школа була перейменована в Сталінградську військово-авіаційну школу пілотів ім. Сталінградського Червонопрапорного пролетаріату. З початком німецько-радянської війни в листопаді 1941 року школа була перебазована до Кустанайської області Казахської РСР. У січні 1943 року школа повернулась у Сталінград.
4 жовтня 1945 року школі присвоєно найменування: Сталінградське військово-авіаційне училище льотчиків ім. Сталінградського Червонопрапорного пролетаріату.
У травні 1946 року училище було переведене до Новосибірську.
23 лютого 1960 року училище розформоване.

## Випускники
- Бровко Іван Карпович (1908—1989) — радянський військовий льотчик, учасник громадянської війни в Іспанії та Другої світової війни, генерал-лейтенант авіації.